# أيدا ستيفين أونز

إيدا ستيفنز أوينز (بالإنجليزية: Ida Stephens Owens)‏ (13 سبتمبر 1939 - 24 فبراير 2020) كانت عالمة أمريكية معروفة بعملها مع إنزيمات إزالة السموم من المخدرات. حصلت على درجة الدكتوراه من جامعة ديوك في عام 1967 ، مما يجعلها واحدة من أول اثنين من الأمريكيين الأفارقة الذين حصلوا على درجة الدكتوراه من المدرسة. أمضت حياتها المهنية في المعاهد الوطنية للصحة (NIH)، حيث عملت 1968-2017 ، وكانت رائدة في دراسة علم الوراثة من الأمراض التي تصيب الإنسان واستقلاب الدواء.  

## بداية حياتها
نشأت Ida Virginia Stephens Owens في مزرعة في بلدة وايتفيل الصغيرة بولاية نورث كارولينا . توفيت والدتها عندما كانت في السادسة من عمرها.

## تعليمها
كان تعليم أوينز المبكر في المدارس العامة المنفصلة. ثم التحقت أوينز بكليه نورث كارولينا ، والآن جامعة نورث كارولينا المركزية ، وتخرجت في عام 1961 بامتياز مع مرتبة الشرف في علم الأحياء (.B.S) والرياضيات (طفيفة).   بعد تخرجها ، عملت كمساعدة مختبرية في المعهد الصيفي لمؤسسة العلوم الوطنية التابعة لمدرسة الثانوية العامة في كلية نورث كارولينا ، وقضت صيفًا في مختبر دانيال سي. توسيسون في قسم علم وظائف الأعضاء في جامعة ديوك.  ثم ، في عام 1962 ، بدأت الدكتوراه. دراسات الكيمياء الحيوية وعلم وظائف الأعضاء في المختبر Jacob J. Blum في Duke بعد فترة وجيزة من دمج الجامعة عنصريًا لمدارس الدراسات العليا والمهنية. عندما تخرجت في عام 1967 ، أصبحت واحدة من أول أمريكيين من أصل أفريقي ، وأول امرأة تحصل على درجة الدكتوراه من جامعة ديوك وأول امرأة تحصل على أي درجة في علم وظائف الأعضاء من جامعة ديوك. 

## مهنتها العلمية
بعد تخرجها ، شغلت أوينز منصبًا ما بعد الدكتوراه في NIH ، أولاً في المعهد الوطني لالتهاب المفاصل والأمراض الاستقلابية والجهاز الهضمي في مختبر الكيمياء الحيوية والتمثيل الغذائي ثم في المعهد الوطني لصحة الطفل والتنمية البشرية (NICHD) في قسم الصيدلة التنموية في مختبر العلوم الطبية الحيوية.  خلال هذا الوقت ، ركزت على كيفية معالجة الأدوية كيميائيا في الجسم.  في عام 1975 ، بدأت أوينز في قيادة مجموعتها البحثية المستقلة الخاصة بها في NIH NICHD داخل قسم التحول البيولوجي للأدوية ، والذي أصبح فيما بعد قسم الاضطرابات الوراثية لاستقلاب الدواء. كانت أول محققه أمريكية من أصل أفريقي في NIH.  وابتداء من عام 1988 ، قامت أوينز بتوجيه قسم NICHD حول الاضطرابات الوراثية لاستقلاب الدواء في برنامج أمراض الغدد الصماء وعلم الوراثة. 

### التقدم العلمي
أثار عمل أوينز بعد الدكتوراه اهتمامها المحدد بمجموعة حاسمة من الإنزيمات ، تسمى UDP-glucuronosyltransferases (اختصار UGTs) ، والتي تسمح للجسم بإزالة السموم من الأدوية والمواد الكيميائية وغيرها من السموم الضارة.   من خلال تصميم طرق للبحث في الجينات التي ترمز لأنزيمات UGT محددة ، حددت مجموعة معقدة من 13 جينًا تعرف باسم UGT1A . أظهر مختبرها أن أحد هذه الجينات ، UGT1A1 ، يعالج بروتين البيليروبين ، وهو منتج انهيار للهيموغلوبين.
حققت مجموعة أوينز البحثية بعد ذلك العديد من التطورات فيما يتعلق ببيولوجيا إنزيم UGT. كان مختبرها أول من حدد عيبًا جينيًا في الجين UGT1A1 الذي يؤدي إلى متلازمة كريغلر - نجار.  متلازمة كريجلر - نجار هي اضطراب يعطل التعديل الطبيعي وإفراز البيليروبين ، مما يؤدي إلى اليرقان .  حددت مجموعة أبحاث أوينز أيضًا أنه يجب تنشيط إنزيمات UGT قبل أن تتمكن من إزالة السموم من المواد الكيميائية الأجنبية وأنه في بعض الحالات قمع هذه الإنزيمات يمكن أن يعزز آثار الأدوية العلاجية.  وجد مختبر أوينز أن نشاط إنزيمات UGT يمكن تقليله بواسطة مثبطات الكيناز وأن بروتينات كيناز C وإنزيمات التيروزين كيناز يمكن أن تغير خصوصية الإنزيم ، مما يسهم على الأرجح في قدرتها على إزالة السموم من مجموعة واسعة من المواد الكيميائية الأجنبية. 

## الجوائز
حصلت أوينز على جائزة مدير المعهد القومي للصحة لعام 1992، وفي عام 2013 ، أول جائزة خريجين متميزين من كلية الدراسات العليا بجامعة ديوك.  بالإضافة إلى ذلك ، في عام 2009 ، اعترفت مؤسسة الربو الأمريكية بأوين لكونها من بين أفضل 5 ٪ من المؤلفين المذكورين في مجلات علم الأدوية.